# Wanda Shan
Wanda Shan (chiń. upr. 完达山; chiń. trad. 完達山; pinyin Wándá Shān) – góry w północno-wschodnich Chinach, we wschodniej części prowincji Heilongjiang, przy granicy z Rosją, przedłużenie Gór Wschodniomandżurskich. Rozciągają się z północnego wschodu na południowy zachód między Niziną Amursko-Sungaryjską i górami Laoye Ling. Zbudowane są ze starych granitów. Wznoszą się średnio na wysokość 200–500 m n.p.m. Najwyższymi szczytami są: Laotu Dingzi (854 m n.p.m.) i Shending Shan (831 m n.p.m.). Góry są bogate w lasy i surowce mineralne.